# سرژ سوچون-کوگویا
سرژ سوچون-کوگویا (انگلیسی: Serge Souchon-Koguia؛ زادهٔ ۱۲ اکتبر ۱۹۸۷) بازیکن فوتبال اهل جمهوری آفریقای مرکزی است.
از باشگاه‌هایی که در آن بازی کرده‌است می‌توان به اشاره کرد.
وی همچنین در تیم ملی فوتبال جمهوری آفریقای مرکزی بازی کرده‌است.